# Iglesia de San Luis (Pinhel)
La Antigua Catedral de San Luis o simplemente Catedral de San Luis y también la Iglesia de San Luis (en portugués: Igreja de São Luís) es un edificio religioso de la Iglesia Católica que se encuentra ubicado en D. Cristóvão de Almeida Soares, en la ciudad de Pinhel, en el país europeo de Portugal.
Los orígenes de la Iglesia y Convento de San Luis se remontan a 1596. Se trata de una iglesia ecléctica de planta longitudinal, que contiene  elementos del siglo XVII (portal), y elementos del siglo XIX (portal de campanario arqueado y ventanas arqueadas) y los otros elementos existentes, tales como un coro elevado.
La Iglesia de San Luis se encuentra junto a la Iglesia de la Merced de Pinhel.